# Kim So-hye
Kim So-hye (hangul: 김소혜; hanja: 金素慧; Seul, 19 de julho de 1999), mais conhecida na carreira musical apenas como Sohye (hangul: 소혜), é uma cantora e atriz sul-coreana. Realizou sua estreia no cenário musical em 2016 no grupo feminino I.O.I, formado através do reality show Produce 101. Tornou-se mais conhecida por seus papeis nas séries Poetry Story (2017), Kang Deok-soon's Love History (2017) e Best Chicken (2019).

## Biografia
Sohye nasceu em 19 de julho de 1999 em Seul, na Coreia do Sul. Ela era uma jogadora de vôlei e ganhou o título nacional de líbero no ensino médio. Ela formou-se na Gyeonggi Girls' High School.

## Carreira

### 2016:Produce 101e I.O.I
Vinda de uma agência de atuação, Sohye estava treinando para se tornar atriz e não tinha nenhuma experiência em canto e dança antes de ingressar no Produce 101, que visava formar um grupo feminino temporário de onze integrantes, I.O.I, que promoveria por um ano sob o selo da YMC Entertainment. Ela finalizou o programa em 5º lugar, fazendo-a parte do I.O.I que oficialmente em 4 de maio do mesmo ano com o lançamento do extended play Chrysalis, acompanhado de seu single "Dream Girls". Sua agência original, Red Line Entertainment, afirmou que Sohye continuaria seu treinamento de atriz assim que terminasse de promover com o grupo.

### 2017–presente: Carreira solo
Em junho de 2017, com a ajuda de sua família, Sohye abriu sua própria agência, a S&P (Shark & Penguin) Entertainment, para agenciar sua carreira de atriz. Ela também abriu uma cafeteria, Penguin's Café, localizado em Seocho-gu, Seul, para fornecer um espaço onde ela e sua própria agência podem se conectar com seus fãs. Além de suas atividades com o I.O.I, Sohye apresentou regularmente os programas de variedades Star Show 360 da MBC Every1 e Game Show Yoo Hee Nak Rak da SBS.
Em 2017, ela estreou realizou sua estreia oficial como atriz na websérie Poetry Story, após realizar uma participação especial na série Queen of The Ring. No mesmo ano, ela foi escalada como protagonista feminina em sua primeira série televisiva, Kang Deok-soon's Love History. Sohye também co-estrelou a websérie Unexpected Heroes ao lado de Lee Min-hyuk, Choi Jong-hoon e Park Ha-na.
Em 2018, Sohye foi escalada como protagonista feminina na série dramática juvenil Best Chicken. Em 2019, foi confirmada para estrear no cinema através da produção de melodrama Full Moon. Sohye também colaborou com Olltii para o lançamento do single "Press Star", incluído em seu álbum, 8BEAT, lançado em 9 de setembro de 2019. Ainda em 2019, ela está prevista para retornar ao I.O.I sob o selo da Swing Entertainment em dezembro.

## Discografia

### Singles
| Título                                                                       | Ano                    | Melhor posição nas paradas | Vendas | Álbum                  |                        |
| Título                                                                       | Ano                    | Gaon | Vendas | Álbum                  |                        |
| Como artista convidada                                                       | Como artista convidada | Como artista convidada | Como artista convidada | Como artista convidada | Como artista convidada |
| ---------------------------------------------------------------------------- | ---------------------- | --- | --- | ---------------------- | ---------------------- |
| "Press Start" (Olltii feat. Kim Sohye)                                       | 2019                   | data-sort-value="" style="background: #DDF; color: #2C2C2C; vertical-align: middle; text-align: center; " class="no table-no2" \| A ser anunciado | data-sort-value="" style="background: #DDF; color: #2C2C2C; vertical-align: middle; text-align: center; " class="no table-no2" \| A ser anunciado | 8BEAT                  |                        |
| "—" denotes releases that did not chart or were not released in that region. |                        | | |                        |                        |

## Filmografia

### Filmes
| Ano  | Título           | Personagem | Nota(s) |
| ---- | ---------------- | ---------- | ------- |
| 2019 | Moonlight Winter | Sae-bom    |         |

### Séries de televisão
| Ano  | Título                        | Canal         | Personagem                 | Nota(s)                        | Ref.   |
| ---- | ----------------------------- | ------------- | -------------------------- | ------------------------------ | ------ |
| 2017 | Queen of The Ring             | MBC           | ex-namorada de Park Se-gun | Aparição especial: episódio 01 | [ 19 ] |
| 2017 | Poetry Story                  | Mobidic       | Lee Ah-chim (Morning)      |                                | [ 12 ] |
| 2017 | Kang Deok-soon's Love History | KBS2          | Kang Deok-soon             |                                | [ 20 ] |
| 2017 | Unexpected Heroes             | Naver TV Cast | Lee Yoon-ji                |                                | [ 21 ] |
| 2018 | Society Obsessed with Love    | Onstyle       | Han Sa-rang                |                                | [ 22 ] |
| 2018 | Ambergris                     | Samsung       | Han Seul                   |                                | [ 23 ] |
| 2019 | Best Chicken                  | MBN / Dramax  | Seo Bo-ah                  |                                | [ 14 ] |
| 2020 | How to Buy a Friend           | KBS / Kocowa  | Uhm Se-yoon                |                                |        |

### Programas de variedades
| Ano       | Título                    | Canal      | Função                | Ref.   |
| --------- | ------------------------- | ---------- | --------------------- | ------ |
| 2016      | Star Show 360             | MBC Every1 | Apresentadora regular | [ 10 ] |
| 2016      | Produce 101               | Mnet       | Concorrente           |        |
| 2016–2018 | Game Show Yoo Hee Nak Rak | SBS        | Apresentadora regular | [ 11 ] |
| 2017      | English Lecture Program   | EBS        | Apresentadora         | [ 24 ] |
| 2017      | Follow Me 8S              | FashionN   | Apresentadora         | [ 25 ] |
| 2019      | Wanna Play? GG            | Channel A  | Membro do elenco      |        |

## Prêmios e indicações
| Ano  | Prêmio                      | Categoria                                                  | Trabalho nomeado              | Resultado |
| ---- | --------------------------- | ---------------------------------------------------------- | ----------------------------- | --------- |
| 2017 | Seoul Webfest Film Festival | Best Actress                                               | Unexpected Heroes             | Indicada  |
| 2017 | KBS Drama Awards            | Excellence Award, Actress in a One-Act/Special/Short Drama | Kang Deok-soon's Love History | Indicada  |
| 2019 | Asia Model Awards           | New Star Awards (Actress)                                  | ela mesma                     | Venceu    |
| 2020 | Baeksang Arts Awards        | Best New Actress                                           | Moonlight Winter              | Indicada  |